# The Raven That Refused to Sing (And Other Stories)
The Raven That Refused to Sing (And Other Stories) treći je studijski album britanskog glazbenika Stevena Wilsona. Diskografska kuća Kscope objavila ga je 25. veljače 2013. u Europi i dan poslije u Sjevernoj Americi. Svaka pjesma na uratku temelji se na priči o natprirodnoj pojavi. Alan Parsons, koji je sudjelovao u snimanju albuma The Dark Side of the Moon sastava Pink Floyd, zaslužan je za tonsku obradu albuma.
Objavljeno je i posebno izdanje albuma s četiri CD-a, knjižicom sa stihovima i pričama o duhovima te crtežima Haje Muellera. Album je objavljen i na dvjema gramofonskim pločama, CD-u i Blu-rayu. Dobio je pozitivne kritike i prodan je u više od 100 000 primjeraka.

## O albumu
Godine 2010., zaključivši promidžbenu turneju za album The Incident sastava Porcupine Tree, Wilson je proveo ostatak te i iduće godine snimajući Grace for Drowning, svoj drugi samostalni album, i Welcome to My DNA, treći album sastava Blackfield. Premda se početkom 2012. namjeravao posvetiti novom albumu Porcupine Treeja, Wilson je ubrzo ipak najavio da će se usredotočiti na samostalnu karijeru. Početkom 2012. otišao je na drugi dio promidžbene turneje za Grace for Drowning, a potom je otišao u studio snimiti treći samostalni album, koji je namjeravao objaviti početkom 2013. i potom ga podržati turnejom.

### O pjesmama
Wilson i njegov sastav prvi su put odsvirali pjesmu „Luminol” na zadnjem koncertu prvog dijela njegove turneje za Grace for Drowning. Pjesmu je nadahnuo ulični svirač; Wilson je izjavio: „[On je ondje] svakog dana. Nije bitno kakvo je vrijeme; uvijek je ondje, svira akustičnu gitaru i pjeva pjesme. Snijeg, kiša, snažan vjetar, ništa od toga neće ga odvratiti od mjesta na kojem svira. [...] Toliko se drži svoje rutine da ga ni smrt ne bi omela.” Dodao je da se pjesma bavi idejom „osobe koja je duh i za života i za smrti, osobe koju svi ignoriraju čak i dok je živa. [Život] gotovo ništa ne mijenja. Ni smrt ništa ne mijenja jer ne prekida rutinu.”
Ideju za „Drive Home” predložio je crtač Hajo Mueller. Pjesma govori „o zaljubljenu paru u noćnoj vožnji automobilom. Tip vozi, a njegova partnerica, žena, djevojka, tko god bila, na suvozačkom je sjedalu i u jednom trenutku nestane.” Duh muškarčeve partnerice naposljetku se vrati „i kaže: 'Podsjetit ću te što se dogodilo te noći.' Došlo je do strašne automobilske nesreće, umrla je i tako dalje. Bit je u traumi zbog koje u životu toga tipa nešto nedostaje. Ne može se nositi sa stvarnošću onoga što se zbilo i potisne to. Kao kad izrežete mnogo toga na [filmskoj] vrpci.”
Wilson je izjavio da je „The Holy Drinker” o „tipu koji je jako pobožan, velik vjernik, voli propovijedati i moralizirati. Mislim na ljude kao što su televanđelisti, ljudi koji bez ustručavanja govore drugima da vode pogrešan život i da im nešto nedostaje jer ne vjeruju u Boga ili što već.” Muškarac u pjesmi kritizira tuđe načine življenja, ali je alkoholičar i nesvjesno izazove vraga na natjecanje u pijenju, no posljedice su strašne: „Naravno, ne možete poraziti vraga u natjecanju u pijenju, ni u čemu ne možete poraziti vraga. I tako izgubi. [...] Odvuku ga u pakao.”
„The Pin Drop” odnosi se na „razmišljanje da možete biti s nekim jer je [ta veza] ugodna i odgovara vam, a ne zato što se volite ili zato što možete suosjećati jedno s drugim.” Wilson je objasnio da pjesmu „u biti pjeva [iz ženine perspektive]. Mrtva je, muž ju je bacio u rijeku, a ona pluta rijekom dok pjeva tu pjesmu: s one strane smrti, s one strane groba.” Pjesma govori o tome da „katkad odnos može biti toliko napet, prepun neizrečene ogorčenosti i mržnje, da i najmanja stvar može potaknuti nasilje, a u ovom slučaju to nasilje tragično završava. Zvuk pribadače koja pada na tlo može izazvati bijes.”
Peta pjesma na albumu priča priču „o uraru, tipu koji se pedantno bavi svojim zanatom, ali nikad ga ne pogađaju izljevi osjećaja, nikad nije nasilan i nikad ne izražava naročito snažne osjećaje.” U priči je „par koji je zajedno 50 ili više godina, a samo zato što mu je ta veza ugodna i zgodna.” Wilson je dodao: „Urar na kraju ubije ženu i zakopa je pod podnim daskama u svojoj radionici. Ali ona se, naravno, vrati jer je s njim provela 50 godina i neće ga sad ostaviti.” Pjesma završava kad mu se „žena vrati kako bi ga povela sa sobom, što je na neki način još jedna klasična priča o duhovima”.
Naslovna pjesma govori o „starcu koji iščekuje smrt. Prisjeća se trenutaka u djetinjstvu kad je bio jako prisan sa starijom sestrom. Ona mu je bila sve i on je njoj bio sve. Nažalost, ona je umrla kad su oboje bili jako mladi.” Starac zaključi da je gavran koji posjećuje njegov vrt neka vrsta „simbola ili utjelovljenja njegove sestre. Sestra mu je pjevala kad god bi ga bilo strah ili kad bi se osjećao nesigurno, što ga je smirivalo. U neznanju zaključi da će, ako uspije natjerati gavrana da mu zapjeva, to biti konačan dokaz da je to doista njegova sestra koja mu se vratila kako bi ga odvela u [zagrobni] život.”

### Objava
Glazbeni spot za pjesmu „The Raven That Refused to Sing” objavljen je 8. veljače 2013. Videozapis je utemeljen na ilustracijama Haje Muellera, a režirali su ga Jess Cope i Simon Cartwright, koji su također sudjelovali u izradi glazbenog spota za pjesmu „Drag Ropes” sastava Storm Corrosion. Album je objavljen 25. veljače 2013. u Europi i dan poslije u Sjevernoj Americi.

## Popis pjesama
Tekstovi i glazba: Steven Wilson. 
| 1.    | »Luminol«                        | 12:10 |
| 2.    | »Drive Home«                     | 7:37  |
| 3.    | »The Holy Drinker«               | 10:13 |
| 4.    | »The Pin Drop«                   | 5:03  |
| 5.    | »The Watchmaker«                 | 11:42 |
| 6.    | »The Raven That Refused to Sing« | 7:57  |
| 54:43 |                                  |       |

## Recenzije
| Zbirne ocjene   | Zbirne ocjene |
| Izvor           | Ocjena        |
| --------------- | ------------- |
| AnyDecentMusic? | 7,1/10        |
| Metacritic      | 77/100        |
| Recenzije       |               |
| Izvor           | Ocjena        |
| AllMusic        | [ 1 ]         |
| Classic Rock    | [ 16 ]        |
| The Guardian    | [ 3 ]         |
| PopMatters      | 7/10          |
| Sputnikmusic    | 4,2/5         |

The Raven That Refused to Sing (And Other Stories) dobio je uglavnom pozitivne kritike. Na Metacriticu, koji glazbenim uradcima daje ocjenu od 0 do 100 na temelju prosječne ocjene recenzenata raznih publikacija, dobio je ukupno 77 bodova na temelju 10 recenzija, što označava „uglavnom pozitivne kritike”.
Dom Lawson dao mu je 5 od 5 zvjezdica u recenziji za The Guardian zaključivši kako pokazuje da je „Wilson jedan od najgenijalnijih i najosjećajnijih predvodnika suvremenoga rocka.” U osvrtu za AllMusic Thom Jurek dao mu je četiri zvjezdice od njih pet izjavivši da je uradak „najbolji od triju Wilsonovih samostalnih projekata” i da se nada „da će ova postava opstati još neko vrijeme”.
U recenziji za Classic Rock Polly Glass dala mu je četiri i pol zvjezdice od njih pet spomenuvši da da glazba na njemu „dira i uzbuđuje” i nazvavši ga „remek-djelom progresivne [glazbe]”. Brice Ezell izjavio je da je riječ o „odličnu albumu” u osvrtu za PopMatters, ali da bi Wilson trebao „nadići tezu i antitezu i ući u carstvo sinteze”; dao mu je sedam bodova od deset.

## Zasluge
| Glazbenici - Steven Wilson – vokal, melotron, klavijatura, gitara; bas-gitara (na pjesmi „The Holy Drinker”); produkcija, miksanje - Nick Beggs – bas-gitara; Chapman Stick (na pjesmi „The Holy Drinker”); prateći vokal - Guthrie Govan – glavna gitara - Adam Holzman – Fender Rhodes, Hammondove orgulje, glasovir, Minimoog - Marco Minnemann – bubnjevi, udaraljke - Theo Travis – flauta, saksofon, klarinet - Jakko Jaksyzk – dodatni vokali (na 1. i 5. pjesmi) - Alan Parsons – gitara (na pjesmi „The Holy Drinker”); produkcija, tonska obrada - Dave Stewart – aranžman za gudački orkestar - London Session Orchestra – gudački orkestar | Ostalo osoblje - Brendan Dekora – pomoć pri tonskoj obradi - Hajo Mueller – ilustracija - Carl Glover – omot albuma |

## Ljestvice
| Ljestvica              | Najviša pozicija |
| ---------------------- | ---------------- |
| Austrija               | 23.              |
| Belgija (Flandrija)    | 61.              |
| Belgija (Valonija)     | 47.              |
| Finska                 | 17.              |
| Francuska              | 69.              |
| Italija                | 94.              |
| Mađarska               | 34.              |
| Nizozemska             | 16.              |
| Norveška               | 17.              |
| Njemačka               | 3.               |
| Poljska                | 25.              |
| SAD (Billboard 200)    | 57.              |
| Španjolska             | 47.              |
| Švedska                | 38.              |
| Švicarska              | 62.              |
| Ujedinjeno Kraljevstvo | 28.              |